# Taponas
Taponas é uma comuna francesa na região administrativa de Auvérnia-Ródano-Alpes, no departamento de Ródano. Estende-se por uma área de 7,64 km². Em 2010 a comuna tinha 966 habitantes (densidade: 126,4 hab./km²).